# Найоби (бронепалубен крайцер)
Найоби (на английски: HMS Niobe) е британски, после канадски бронепалубен крайцер 1-ви ранг от типа „Диадем“.
След участието си в Англо-бурската война е предаден от Великобритания на Канада, ставайки по този начин първия кораб на току-що създадените ВМС на Канада.
В канадския флот е именуван HMCS Niobe. В началото на Първата световна война е използван за патрулна служба, по-късно става плаваща база в Халифакс. На кораба се провеждат занятия и тренировки на курсантите от Военноморското училище на Канада.
Корабът е повреден от взрива в Халифакс през 1917 г. и е предаден за скрап през 1920-те години.

## История на службата
Построен е от фирмата Vickers в корабостроителницата в Бароу ин Фърнес и на 20 февруари 1897 г. е спуснат на вода, а окончателно влиза във флота на 6 декември 1898 г.
В началото на англо-бурската война (1899 – 1902) е част от Ла Маншката ескадра и е изпратен в Гибралтар за ескорт на транспортите, превозващи подкрепления към Капската провинция.
На 4 декември 1899 г. Найоби и Дорис спасяват отряд от парахода Измор, който засяда на плитчина. Найоби участва в англо-бурската война, а екипажът му е награден с кралския Южно-Африкански медал.
След завръщането си в Ла Манш, той отново ескортира бораби до Коломбо в Цейлон.
Заедно с Рейнбоу е предаден на доминиона Канада за създаването на ВМС на Канада. На 6 септември 1910 г. е предаден в разположение на ВМС на Канада, приет е в състава на флота в Девънпорт и на 21 октомври същата година пристига в град Халифакс. В нощта на 30 срещу 31 юли 1911 г. той засяда в плитчина близо до острова Кейп Сейбъл Нова Скотия. Ремонтът на кораба отнема 18 месеца и в резултат води до намаляване на максималната му скорост.